# Iglesia de San Martín de Tours (Sechura)
La iglesia de San Martín de Tours es la principal iglesia en la ciudad peruana de Sechura en el departamento de Piura. La iglesia es de estilo barroco tardío. Cuenta con torres de 44 m de alto. La iglesia data de 1770. En 1778 fue bendecida, consagrada y pontificada según archivos de arzobispales de Lima. La construcción fue afectada varias veces por desastres naturales. Fue declarada Monumento Histórico.
La gran dimensión del Templo San Martín de Sechura, se debe a una combinación de factores históricos, religiosos y socioeconómicos que reflejan el desarrollo de la región y las influencias de la época en el contexto colonial. Fue construido como una símbolo de poder y control colonial, de manera que su gran dimensión sirviera para representar el dominio de la Corona española sobre el territorio, y también para acoger a las grandes multitudes que participaban en las celebraciones religiosas. La prosperidad económica de Sechura asociada a la explotación de recursos como la sal y la pesca, permitió que los fieles de la región contribuyeran a la construcción del templo a través de donaciones y limosnas, facilitando la edificación de un edificio imponente para albergar a la comunidad. 
Los trabajos comenzaron en 1729 luego de que el antiguo fuera arrasado por la crecida del río el año anterior. Según un documento que aparece fechado el 13 de diciembre de 1729, se le envía al padre Roque Rodríguez de Arenas 4 mil pesos y 8 reales para impulsar los trabajos en el pueblo. Con el esfuerzo económico y laboral de los pobladores se erigió una iglesia de importantes dimensiones, reconocida como una obra singular dentro del estilo de la arquitectura virreinal, destacando su amplia planta en forma de cruz latina, el retablo mayor y los altares que adornan las naves laterales. Su edificación duró casi 50 años, pues se trabajaba en los primeros meses del año, entre enero y abril, cuando descendían las aguas dulces del río Piura.
La documentación es bastante precisa y permite saber, por ejemplo, que la campana mayor ubicada en la torre del Evangelio, fue donada por quien fuera el vicario, don Roque Rodríguez de Arenas en 1745 y que, desde sus inicios, se privilegió una fachada de estilo barroco mestizo, adornada con columnas salomónicas.
El templo fue visitado por el Obispo de Trujillo Dr. D. Francisco Xavier de Luna Victoria el 7 de febrero de 1761. En esta Visita pasó su Señoría Ilustrísima a visitar el Sagrario y Altares de su iglesia en que registró una hermosa Custodia de plata sobre dorada, un Copón y Relicario para el viático de la misma materia, la Pila Bautismal con las ampolletas de los sagrados óleos corrientes, los Altares decentes y todo proporcionado al culto divino.
Terminada la obra fue consagrada con misa pontifical por el arzobispo de lima, el ilustrísimo monseñor Pedro José Barroeta, un 30 de mayo de 1778.
El 28 de marzo de 1783, durante la Visita del Obispo de Trujillo Baltasar Jaime Martínez Compañón, dispone que el saldo de las limosnas que iba a ser destinado al Obispado, fuese destinado como ayuda para el costo del Retablo Mayor, determinando que en lo sucesivo se haga lo mismo hasta que se complete la obra. En la construcción del Retablo se contrató al artista quiteño Francisco Javier de Santa Cruz; también participaron las Cofradías y el pueblo entre 1784 y 1795.
A la fecha, un 80% de la estructura de la iglesia es su masa original; pero esta presenta deficiencias debido básicamente a los sismos del 1 de febrero de 1814, donde las partes más cóncavas de la cúpula central se resquebrajaron y en el terremoto del 24 de junio de 1912, se destruyó un tramo de la bóveda de la nave central, bóveda del presbiterio del lado del evangelio y la torre izquierda quedó cuarteada por lo que fue derribada. En la torre derecha se encuentra el reloj público de cuatro esferas, adquirido en New York en 1901 y traída en balsa desde Guayaquil por el Comité Juventud Sechura.
Posteriormente, en 1925 un Fenómeno El Niño hace que se inunde el Templo y se destruye la cúpula de madera de faique reconstruida en 1845-1846. Se descubren grietas y desprendimientos constantes de la albañilería de ladrillo en el interior del Templo. Después, en 1928 un nuevo temblor hace que la torre pierda plomo y se agrieten los muros. En 1932 se crea la Comisión Pro Templo, y al año siguiente se inicia la reconstrucción de una nueva cúpula de madera y caña, junto con el refuerzo de la arquería con arcos de fierro. Para 1938 ya están concluidos los trabajos en cúpula, arcos y faltaba solamente el cuerpo de la torre del evangelio.
El 15 de octubre de 1945, es declarado Monumento Histórico Nacional por Ley N° 10278 del Congreso de la República y manda consignar una partida en el Presupuesto para la refacción y conservación de la iglesia. joya de la arquitectura barroca mestiza, casi única en su género en la costa peruana, recientemente intervenida y recuperada.

### Caractacterísticas del templo
El estilo que caracteriza a la iglesia es el Barraco Tardío a inicios del siglo XVIII, se aprecian torres de 44 m de altura, el templo tiene 72 m de largo por 32 de ancho. Sobre uno de los lados más cortos se levanta la fachada principal que mira hacia el norte. Además del ingreso en la fachada principal, el edificio cuenta con otras dos entradas en cada uno de los lados longitudinales. Al interior sobresale el púlpito tallado en madera, así como el altar mayor hecho a mano con troncos de árbol y aún se aprecian algunos balcones que en el pasado fueron utilizados por las personas más distinguidas del lugar, que asistían a misa de manera discreta, según detalla el Arzobispado de Piura. Además, al interior del templo existe la Sala de Arte Religioso, donde se exhiben dos cristos muy antiguos de madera, la matraca de Viernes Santo, la campanilla del Corpus Christi, el cuarto del encierro y algunos objetos coloniales más.
Así también, sobresale el reloj solar, que es un cono con rosetas alrededor, y cuando cae el sol va marcado la hora, es decir la sombra que va atravesando una roseta a otra nos indica la fracción de la hora, conocidos como los Intihuatana, que en quechua significa “reloj solar”.

### Trabajos de emergencia
En junio de 2010 la Compañía Minera Miski Mayo encargó a Restauro el expediente del proyecto integral de conservación y restauración de la iglesia San Martín de Tours. En la elaboración del mismo se utilizó tecnología de avanzada como el Láser Scanner, empleado por primera vez en nuestro país en trabajos de restauración. El trabajo fue aprobado por el Ministerio de Cultura pero por temas administrativos no fue ejecutado.
En el año 2012, se decidió actualizar el expediente del templo para que sea nuevamente aprobado por el Ministerio de Cultura. Mientras las partes se ponían de acuerdo sobre cómo ejecutar la obra, el 15 de marzo de 2014 sobrevino un sismo de 6.2 grados que dañó profundamente la iglesia.
"La situación ya había cambiado, el expediente presentado y aprobado dos veces ya no tenía valor, porque las condiciones de la iglesia habían variado. Gracias a la preocupación de monseñor José Antonio Eguren Anselmi, arzobispo de Piura y la buena disposición de la compañía minera Miski Mayo, se optó por la elaboración de un expediente técnico para obras de emergencia, orientado a equilibrar los esfuerzos de las estructuras para que la iglesia no sufra mayor daño, porque luego del fuerte sismo vinieron 4 a 5 réplicas”, explica el director de proyectos de Restauro S.A.C., arquitecto Wilfredo Torres.
En el expediente se decidió apuntalar totalmente la iglesia para lo cual se emplearon más de 800 puntales metálicos y cerchas de madera. Luego se realizaron labores de desmontajes: Entre ellos están el tercer cuerpo de la torre de la epístola, el reloj y el desmontaje de la cúpula de madera y quincha, a fin de garantizar que no se vengan abajo.
“Se aprovecharon las labores de apuntalamiento y desmontaje para realizar trabajos de exploraciones haciendo calas exploratorias en elementos estructurales tales como arcos, extradós e intradós de las bóvedas, columnas, bases de pilares, y también algunas calas a nivel de pisos para conocer mejor el sistema constructivo y como se había comportado la estructura”, indica el arquitecto.
En esos seis meses de trabajo se fueron registrando con videos, fotografías y esquemas cómo había sido el proceso constructivo original, detectándose las lesiones que la iglesia presentaba y que habían sido previamente reparadas. “Esto nos motivó a hacer una investigación profunda a nivel de archivo arzobispal donde encontramos mucha información y logramos desarrollar un cuadro cronológico sobre las intervenciones que había tenido el templo”, explica.
Entre los hallazgos se descubrió que el extradós de la bóveda principal tenía demasiado peso, que algunas paredes se habían desplomado y en vez de retirar el material, este había sido reutilizado como rellenos, cambiando los niveles de pisos de atrios y nave central en busca de aislar las estructuras del agua por el Fenómeno El Niño. Por ello la lectura del espacio interior era deficiente.
Restauración: Terminado el trabajo de emergencia, se presentó un proyecto de restauración al Ministerio de Cultura con una propuesta estructural diferente a la presentada en un primer momento gracias a la mayor información conseguida.
Con la asesoría del ingeniero Luis Bendezú y Daniel Torrealva, tras varias reuniones con personal del Ministerio de Cultura para la aprobación del expediente técnico, se propusieron soluciones innovadoras para intervenir eficientemente en el templo San Martín de Tours en Sechura.
Bóvedas:La bóveda principal tenía diferentes intervenciones con materiales distintos y su extradós estaba deformado por distintas causas de comportamiento estructural. Por ello se decidió restaurarlo, respetando la forma que había adquirido y que nos daba una lectura de equilibrio estructural por lo que se decidió devolverle su forma original, usando soluciones inteligentes.
“Con la intervención le quitamos 200 toneladas de peso al techo al retirar los materiales con los que se había rellenado. La consolidación estructural estaba orientada a lograr que el comportamiento de toda la bóveda central sea monolítico y para ello se utilizaron más de 4 kilómetros de geomalla en el intradós y extradós. Luego se usó un mortero estructural de cal, cemento y arena para darle consistencia para finalmente nivelarlo con bloques de Tecnopor que recibió una última capa de mortero impermeabilizado con aditivos, como capa final una pintura elástica de alta resistencia”.
“La geomalla es ligera y el mortero que es estructural nos evita el uso de fierro que podría haberse oxidado causando incremento de su volumen y posteriormente fisuras y grietas en la cobertura. Ahora todas las bóvedas se sostienen a sí mismas y están reforzadas, lo cual nos dan un margen de seguridad superior al que tenían y sobretodo, habiendo recuperado en un 100 por ciento las bóvedas originales”, precisa el arquitecto.
Por otra parte, se tuvo que desmontar la cúpula de madera y quincha que estaba en un estado lamentable, con lo que no se podía garantizar que se viniera abajo. Esta cúpula se reconstruyó, usando como moldes las piezas provenientes del desmontaje, las cuales fueron clasificadas y codificadas para facilitar el trabajo del maestro carpintero.
Asimismo, cuando se hicieron las exploraciones, se encontraron ladrillos en buen estado en los rellenos de las bóvedas, los cuales fueron recuperados para reconstruir parte de una bóveda que se había caído así como hacerle costuras a los muros.
Muros: Se eliminaron casi todos los revoques exteriores en los muros (que habían sido sustituidos en algún momento con morteros de cemento), en ese momento se pudo detectar que en el transepto algunas porciones de muros y bóvedas no eran originales, “la reparación antigua” de los mismos había sido hecha sin tener en cuenta los amarres en las esquinas.
Para consolidar estructuralmente los muros, se hicieron pasar a través de ellos, unos cables de acero inoxidable dentro de unos tubos de pvc, los cuales se pueden ajustar en unas “cajas de ajuste” para lograr el efecto de amarre requerido. Todo esto fue reforzado adicionalmente con geomalla biaxial y recubierto por mortero estructural de cemento, cal y arena.
Se utilizó ladrillo king kong nuevo para hacer calzaduras de muros o completar algunos faltantes y así poder reconocer las intervenciones de este tipo en el futuro; mientras que se empleó ladrillo moldurado para completar las cabeceras de los muros de la parte superior. “Básicamente todas las molduras internas se han restaurado o culminado con yeso, usando una tarraja de metal como fueron hechas las originales”, precisa.
Torre: Se reconstruyó el tercer cuerpo de la torre con una estructura de concreto anclada a la estructura original de ladrillo, luego se hizo un exoesqueleto de madera, el cual fue revestido de geomalla para recibir un mortero impermeabilizado que le ha dado forma al volumen. Para las molduras se utilizaron tarrajas metálicas, las cuales tienen como base cartelas de madera de diferentes medidas, ancladas a su vez al exoesqueleto de madera, revestidas con geomalla y mortero de cemento, cal y arena.
“El proyecto de emergencia original aprobado en el Ministerio de Cultura planteaba el desmontaje de dos de los tres cuerpos de la torre de la epístola pero logramos durante las obras de emergencia, entender mejor la fábrica y decidir la consolidación del segundo cuerpo, el cual fue recuperado en su totalidad”, precisó el arquitecto.
La torre del evangelio no presentaba mayores problemas pues fue reconstruida entre 1912 y 1934, solamente se restauró y consolidó el cupulín y la cruz que coronan esta estructura.
Estructura interna: Para entrar a la iglesia, el visitante tenía que bajar dos escalones desde el atrio principal y después volver a subirlos, lo cual no era lógico ni funcional. A partir de las exploraciones y revisando abundantes archivos fotográficos se ha podido devolver la lectura original del Templo, recuperando sus niveles originales. Se reconstruyeron los accesos, quitándole los añadidos, recuperando los accesos tapiados que había hacia el depósito y la sacristía, entre otros. “Le devolvimos la lectura y el uso que tuvo en algún momento”, indica el arquitecto Torres.
Pintura mural: En la iglesia se descubrió pintura mural de diferentes épocas, la cual ha sido puesta en valor de una manera parcial. Este testimonio artístico es inusual en la arquitectura del Norte del Perú, por lo que representa una valiosa fuente documental para estudios posteriores.
“Aún queda un trabajo importante por hacer en pintura mural, porque el presupuesto no estaba destinado para ello. Fue una iniciativa nuestra y del Arzobispado de Piura que pudo preocuparse por rescatar algunos testimonios”, mencionó.
Pisos: Después de las exploraciones de suelos, pudimos determinar que los pisos habían sido reemplazados en más de dos ocasiones, siendo el original de ladrillo pastelón, posteriormente se sobrepuso un piso de loseta empastada y finalmente por piso cerámico rojo, muy deteriorado. Esta superposición de pisos había modificado los niveles interiores de la nave, enterrando parcialmente la base de los pilares.
En la propuesta final se utilizó un piso gres de similar textura y formato que el ladrillo pastelón, usando colores claros para mejorar la iluminación y la percepción del espacio. Para remarcar la circulación central, se usó el mismo tipo de piso con un color habano. “Logramos devolver la lectura original del espacio y los niveles originales”, acota.
Restauro S.A.C. registró todo el trabajo de las intervenciones utilizando en algunos casos un dron, láser scanner y cámaras termográficas, consiguiendo más de 10,000 fotografías, 100 horas de video y esquemas que se volcaron en los planos que forman ahora parte del archivo arzbobispal. “Con esto, el próximo arquitecto que nos suceda en el trabajo de conservación y que deba hacer intervenciones tendrá abundante información necesaria para trabajar eficientemente”, agrega el arquitecto Torres.